# Edouard Manet (Ausstellung Wuppertal)

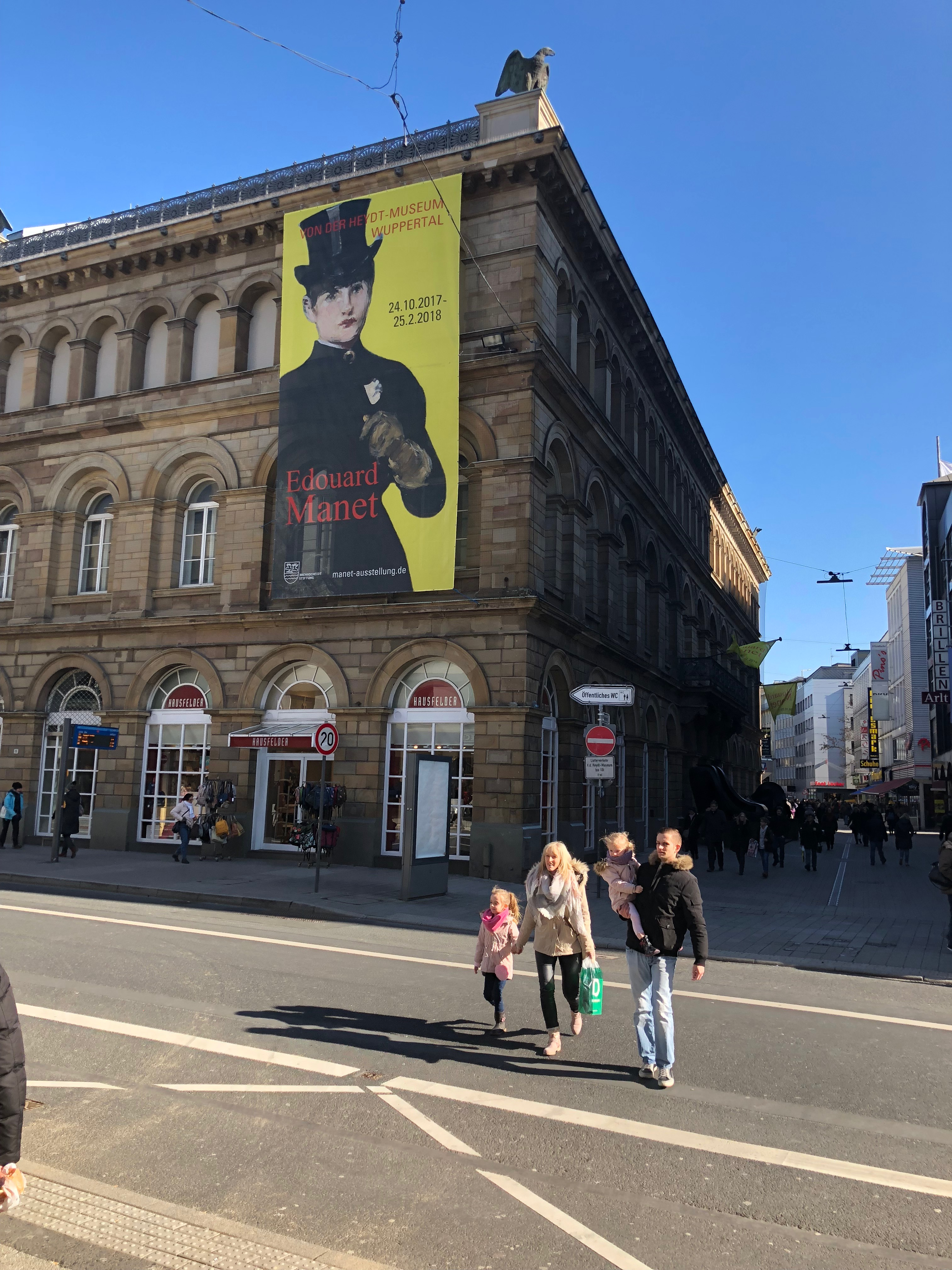
Das Von der Heydt-Museum mit einer großflächigen Werbung für die Ausstellung

Die Ausstellung Edouard Manet fand vom 24. Oktober 2017 bis 25. Februar 2018 im Von der Heydt-Museum in Wuppertal statt. Die Übersichtsschau zu Édouard Manet versuchte, sein „Verhältnis zu Politik, Weltanschauung und Gesellschaft im Frankreich des 19. Jahrhunderts“ aufzuzeigen. Mehr als 100.000 Besucher sahen die Ausstellung.

## Die Ausstellung
Die Manet-Schau im Wuppertaler Von der Heydt-Museum gehörte zu den wenigen Ausstellungen, die diesem Künstler bisher in Deutschland gewidmet waren. Der bereits im Alter von 51 Jahren verstorbene Manet hinterließ mit nur etwa 450 Gemälden ein quantitativ eher geringes Œuvre. Viele Museen besitzen nur ein oder wenige Werke des Malers und leihen diese selten oder gar nicht aus. Teilweise ist dies aus konservatorischen Gründen nicht möglich, wie etwa bei der großen Mannheimer Fassung von Die Erschießung Kaiser Maximilians von Mexiko, teilweise haben Stifter die Ausleihe von Werken untersagt, wie bei den Bildern in der Winterthurer Sammlung Oskar Reinhart «Am Römerholz». Bei der Vorbereitung zur Ausstellung in Wuppertal kamen weitere Schwierigkeiten hinzu. So waren einige Bilder bereits für andere parallel stattfindende Themenausstellungen zugesagt. Beispielsweise zeigte das Kunsthaus Zürich im überschneidenden Zeitraum November 2017 bis Januar 2018 die Schau Gefeiert & verspottet. Französische Malerei 1820–1880, in der ebenfalls Werke von Manet zu sehen waren. Hinzu kam, dass das Pariser Musée d’Orsay große Teile des eigenen Manet-Bestandes von März bis Juli 2017 auf Gastspielreise nach Mailand schickte, und diese Werke kurz darauf nicht erneut verleihen wollte. Nach Wuppertal kam aus dem Musée d’Orsay von Manet schließlich nur das kleinformatige Stillleben Die Zitrone, das bei der Ausstellung im Mailänder Palazzo Reale nicht zu sehen war. Möglicherweise waren andere potentielle Leihgeber zurückhaltend, da sie erst 2016 Werke für die Ausstellung Manet – Sehen mit Manets Porträtbildnissen in der Hamburger Kunsthalle zur Verfügung gestellt hatten. Davor war im deutschsprachigen Raum zuletzt 2002–2003 in der Staatsgalerie Stuttgart die Ausstellung Edouard Manet und die Impressionisten zu sehen, die sich überwiegend mit Manets Werk ab 1870 befasste. Im Gegensatz zu diesen thematisch fokussierten Ausstellungen war das Ziel des Wuppertaler Ausstellung den ganzen Manet zu zeigen, von seinen Anfängen im Atelier von Thomas Couture bis zu den Arbeiten aus seinen letzten Lebensmonaten.
Museumsdirektor Gerhard Finckh hatte zuvor bereits eine Reihe von publikumswirksamen Ausstellungen zu verschiedenen Künstlern des Impressionismus organisiert. Hierzu zählten Ausstellungen zu Pierre-Auguste Renoir, Claude Monet Alfred Sisley, Camille Pissarro, Edgar Degas und Auguste Rodin. In der Manet-Schau waren ebenfalls Werke dieser Künstler zu sehen, wodurch versucht wurde, Manets Werk im Kontext der Arbeiten seiner Zeitgenossen zu zeigen. So konnte das Museum teilweise Werke aus dem eigenen Haus einbeziehen, beispielsweise von Monet, Renoir oder Manets Lehrer Couture, einige der Werke kamen jedoch auch aus anderen Häusern, beispielsweise Bilder von Frédéric Bazille oder Gustave Caillebotte. Im Zentrum standen jedoch die Werke von Èdouard Manet, von dem das Von der Heydt-Museum selbst mit Distel und Der Fischer nur zwei weniger bekannte Bilder aus dem Frühwerk besitzt. Mit den mehr als 40 Leihgaben von Manet-Gemälden aus zahlreichen Museen und Sammlungen konnte das Von der Heydt-Museum einen Überblick über sein Werk zeigen, der frühe Arbeiten wie das nach italienischem Vorbild entstandene Jupiter und Antiope und Bilder nach spanischem Einfluss wie Gitarre und spanischer Hut zeigte. Hinzu kamen mehrere Porträts seiner Frau Suzanne und seiner späteren Schwägerin Berthe Morisot, einige Meeresbilder und eine Gruppe von Stillleben. Darüber hinaus gab es Bilder des modernen Lebens wie Die Krocketpartie, Die Rennbahn von Longchamp oder Der Selbstmörder und eine Reihe von Frauenporträts wie Die Amazone oder Dame mit Fächer. Zu den wenigen Hauptwerken der Ausstellung gehörten die von Manet im Salon de Paris gezeigten Bilder Der Künstler und Beim Père Lathuille, im Freien. Der Journalist Michael Kohler schrieb über den vermeintlichen Mangel an Spitzenwerken in art – Das Kunstmagazin: „Ohne … die modernen Ikonen wird der Blick auf die zweite Reihe des manetschen Schaffens frei. Also Werke, die zwar nicht in die Geschichtsbücher gelangten, denen der bedeutendste Maler des 19. Jahrhunderts aber oft genug ebenso viel Hingabe gewidmet hat.“ So fanden sich die bekannten Werke wie Olympia und Das Frühstück im Grünen zwar nur als Reproduktionen der Gemälde in der Ausstellung, konnten aber zumindest als Radierung im Original gezeigt werden. Zudem gab es von Manet neben einem Pastellbild, einige Zeichnungen und Aquarelle in der Ausstellung. An anderer Stelle vertiefte die Ausstellung das Thema Manet und die Fotografie und zeigte beispielsweise Bilder aus dem Familienalbum. Zu den selten zu sehenden Zusammenstellungen gehörten eine Reihe von Gartenbildern aus Rueil, oder die jeweils vom anderen geschaffenen Porträts von Édouard Manet und Émile Auguste Carolus-Duran. Begleitend zur Ausstellung gab es einen Einführungsfilm und es wurden fachkundige Führungen sowie eine Vortragsreihe angeboten. Zudem erschien ein umfangreicher Ausstellungskatalog.

## Gemälde Manets in der Ausstellung
| Bild | Titel                                             | Entstehungsjahr        | Format in cm    | Werkverzeichnis                 | Sammlung, Ort                                                    |
| ---- | ------------------------------------------------- | ---------------------- | --------------- | ------------------------------- | ---------------------------------------------------------------- |
|      | Jupiter und Antiope                               | 1856                   | 47 × 85 cm      | RW 009                          | Musée Marmottan Monet Paris                                      |
|      | Distel                                            | 1858                   | 65 × 54 cm      | RW 016                          | Von der Heydt-Museum Wuppertal                                   |
|      | Frau mit Krug                                     | 1858                   | 56 × 47,2 cm    | RW 020                          | Ordrupgaard Ordrup                                               |
|      | Dame mit Fächer                                   | 1862                   | 90 × 113 cm     | RW 048                          | Szépművészeti Múzeum (jetzt Ungarische Nationalgalerie) Budapest |
|      | Porträt eines Mannes                              | 1860                   | 61 × 50 cm      | RW 027                          | Kröller-Müller Museum Otterlo                                    |
|      | Stillleben – Gitarre und spanischer Hut           | 1862                   | 77,5 × 121,5 cm | RW 060                          | Musée Calvet Avignon                                             |
|      | Kinderbildnis, der kleine Lange                   | um 1861                | 115 × 72 cm     | RW 061                          | Staatliche Kunsthalle Karlsruhe Karlsruhe                        |
|      | Das Schiffsdeck                                   | um 1860                | 56,4 × 47 cm    | RW 064                          | National Gallery of Victoria Melbourne                           |
|      | Der Fischer                                       | 1863                   | 46 × 56 cm      | RW 065                          | Von der Heydt-Museum Wuppertal                                   |
|      | Das Dampfschiff, Seestück mit Tümmlern            | 1868                   | 81,4 × 100,3 cm | RW 079                          | Philadelphia Museum of Art Philadelphia                          |
|      | Die Rennbahn von Longchamp                        | 1864                   | 44 × 84 cm      | RW 098                          | Art Institute of Chicago Chicago                                 |
|      | Madame Edouard Manet                              | um 1873                | 100,3 × 78,4 cm | RW 117                          | Metropolitan Museum of Art New York                              |
|      | Junger Mann, eine Birne schälend                  | 1868                   | 85 × 71 cm      | RW 130                          | Schwedisches Nationalmuseum Stockholm                            |
|      | Berthe Morisot mit Muff                           | um 1869                | 73 × 60 cm      | RW 138                          | Cleveland Museum of Art Cleveland                                |
|      | Die Amazone – Porträt Marie Lefébure              | um 1870–1875           | 88 × 116 cm     | RW 160                          | Museu de Arte de São Paulo São Paulo                             |
|      | Der Hafen von Bordeaux                            | 1871                   | 65 × 100 cm     | RW 164                          | Privatsammlung                                                   |
|      | Porträt der liegenden Berthe Morisot              | 1873                   | 26 × 34 cm      | RW 209                          | Musée Marmottan Monet Paris                                      |
|      | Oloron-Sainte Marie                               | 1871                   | 42,5 × 62,5 cm  | RW 163                          | Stiftung Sammlung E. G. Bührle Zürich                            |
|      | Das Bassin von Arcachon                           | 1871                   | 37 × 56 cm      | RW 166                          | Stiftung Sammlung E. G. Bührle Zürich                            |
|      | Schwarzes Boot bei Berck                          | 1873                   | 20 × 33 cm      | RW 195                          | Wallraf-Richartz-Museum & Fondation Corboud Köln                 |
|      | Schiffe vor Berck-sur-Mer                         | 1873                   | 34 × 55,8 cm    | RW 197                          | Cleveland Museum of Art Cleveland                                |
|      | Am Strand von Berck-sur-Mer                       | 1873                   | 56 × 73 cm      | RW 198                          | Wadsworth Atheneum Hartford (Connecticut)                        |
|      | Marine à Berck-sur-mer / Fischerboote und Fischer | 1873                   | 49,2 × 79,7 cm  | RW 201                          | Grey Art Gallery New York City                                   |
|      | Die Krocketpartie                                 | 1873                   | 72 × 106 cm     | RW 211                          | Städelsches Kunstinstitut Frankfurt am Main                      |
|      | Der Künstler                                      | 1875                   | 192 × 128 cm    | RW 244                          | Museu de Arte de São Paulo São Paulo                             |
|      | Portrait des Freundes Carolus Duran               | 1876                   | 189 × 170 cm    | RW 245                          | Barber Institute of Fine Arts Birmingham                         |
|      | Der Selbstmörder                                  | zwischen 1877 und 1881 | 38 × 46 cm      | RW 258                          | Stiftung Sammlung E. G. Bührle Zürich                            |
|      | Mme Manet im Wintergarten                         | 1879                   | 81 × 100 cm     | RW 290                          | Nationalmuseum Oslo Oslo                                         |
|      | Beim Père Lathuille, im Freien                    | 1879                   | 92 × 112 cm     | RW 291                          | Musée des Beaux-Arts Tournai                                     |
|      | Porträt Monsieur Brun                             | um 1879                | 192 × 104,2 cm  | RW 326                          | Nationalmuseum für westliche Kunst Tokio                         |
|      | Frau mit Katze                                    | 1880–1882              | 92,1 × 73 cm    | RW 337                          | National Gallery Dauerleihgabe der Tate Gallery London           |
|      | Blumenkorb                                        | um 1880                | 65 × 81 cm      | RW 342                          | Privatsammlung                                                   |
|      | Die Zitrone                                       | 1880–1881              | 14 × 21 cm      | RW 360                          | Musée d’Orsay Paris                                              |
|      | Junge Frau mit Pelerine                           | 1881                   | 55 × 35 cm      | RW 374                          | Musée des Beaux-Arts Lyon                                        |
|      | Der Hase                                          | 1881                   | 97,5 × 60 cm    | RW 376                          | National Museum Cardiff Cardiff                                  |
|      | Die Amazone                                       | 1882–1883              | 73 × 52 cm      | RW 394                          | Museo Thyssen-Bornemisza Madrid                                  |
|      | Gartenallee in Rueil                              | 1882                   | 82 × 66 cm      | RW 402                          | Kunstmuseum Bern Bern                                            |
|      | Gartenallee in Rueil                              | 1882                   | 61 × 50 cm      | RW 403                          | Musée des Beaux–Arts Dijon                                       |
|      | Landhaus in Rueil                                 | 1882                   | 92 × 73 cm      | RW 406                          | National Gallery of Victoria Melbourne                           |
|      | Landhaus in Rueil                                 | 1882                   | 73 × 92 cm      | RW 407                          | Nationalgalerie Berlin                                           |
|      | Rosen und Tulpen in einer Vase                    | 1882                   | 54 × 33 cm      | RW 422                          | Privatsammlung                                                   |
|      | Die Melone                                        | um 1880–1881           | 32,6 × 44,1 cm  | ohne                            | National Gallery of Victoria Melbourne                           |
|      | Die Explosion                                     | unbekannt              | 37,5 × 45,5 cm  | ohne (Urheberschaft umstritten) | Museum Folkwang Essen                                            |
|      | Grablegung Christi                                | unbekannt              | 14,2 × 23,6 cm  | ohne (Urheberschaft umstritten) | Museumslandschaft Hessen Kassel Kassel                           |
|      | Frau mit schwarzem Hut (Pastell)                  | 1882                   | 54 × 45 cm      | RW II 87                        | Arp Museum Bahnhof Rolandseck (Sammlung Rau für UNICEF) Remagen  |